# Quai de l'Archevêché
Le quai de l’Archevêché est une voie située sur l’île de la Cité dans le 4e arrondissement de Paris.

## Origine du nom
Le quai porte ce nom en raison du voisinage avec l'ancien archevêché de Paris.

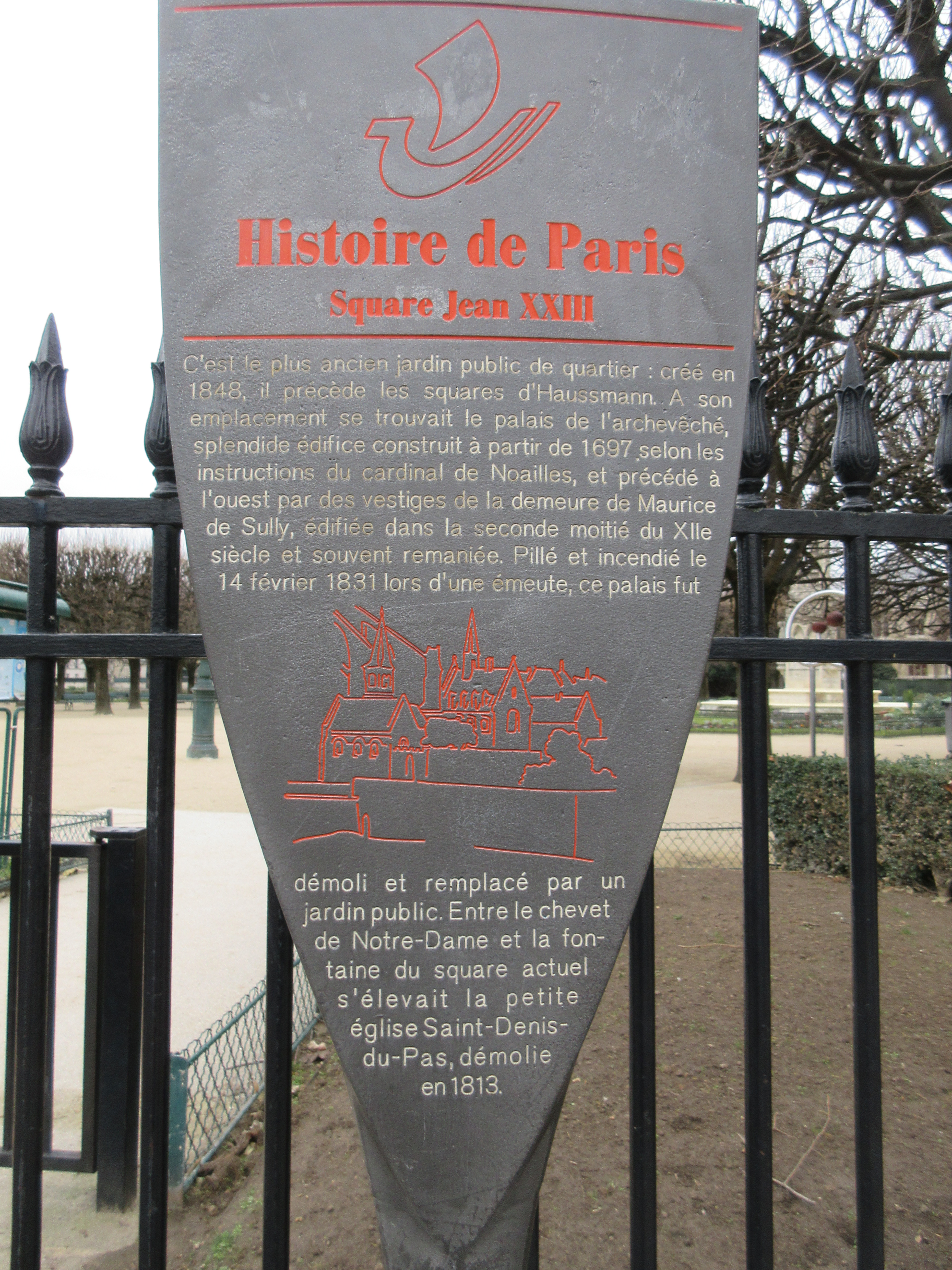
Panneau Square Jean-XXIII

## Historique
Ce quai est à l'emplacement du « Terrain », jardin des chanoines du chapitre de Notre-Dame, ouvert au public en 1689 (réservé aux hommes) et entré dans le domaine de la Ville de Paris à la Révolution.
Il a été percé en 1809 au centre de ce jardin (partie nord-sud) et au bord de la Seine le long des bâtiments de l'archevêché (partie est-ouest). 
« Au palais des Tuileries, le 29 mars 1809. — Napoléon, empereur des Français, etc. ; sur le rapport de notre ministre de l'intérieur, nous avons décrété et décrétons : 
- Article 1 - Les alignements du quai de l'Archevêché et de l'Hôtel-Dieu, entre le pont de la Cité et le Petit-Pont, seront exécutés tels qu'ils sont tracés sur le plan proposé par l'ingénieur en chef du département de la Seine, le 21 septembre 1808, approuvé le 19 janvier 1809 par le directeur général des ponts et chaussées.
- Article 2 - Notre ministre de l'intérieur est chargé de l'exécution du présent décret. ».

Il a été nommé en l'an XII « quai Catinat » à son achèvement en 1813, puis  « quai de l’Archevêché » en 1815.
Jusque vers 1850, il suivait le contour amont de l'Île de la Cité (pointe sud-est). Il a ensuite été aligné dans le prolongement du pont de l'Archevêché laissant un espace à la pointe de l'île où était établie de 1868 à 1923 la morgue municipale à l'emplacement de l'actuel square de l'Île-de-France.
La partie qui s’étendait entre le pont de l’Archevêché et le pont au Double a été incorporée en 1911 au square de l’Archevêché, dénommé « square Jean-XXIII » en 1970. Ce retranchement fait que ce quai ne longe plus la Seine : il se limite à la partie qui sépare le square Jean-XXIII (à l’ouest) du square de l’Île-de-France (à l’est).

## Bâtiments remarquables et lieux de mémoire
- Square de l'Île-de-France
- Emplacement de l'ancienne morgue du quai de l'Archevêché

### Dans la fiction
- 2004 : Arsène Lupin, film de Jean-Paul Salomé.